# Rosemary (Alberta)
Rosemary es un pueblo canadiense situado en la provincia de Alberta.

## Superficie
Rosemary tiene una superficie de 0,59 km².

## Demografía
En 2021, tenía 370 habitantes, una densidad poblacional de 630,3 hab./km², y 167 viviendas.